# Erreur systématique
 (août 2023).
L'erreur systématique est la partie de l'erreur expérimentale qui quantifie l'écart entre la valeur vraie du mesurande et la valeur moyenne des mesurages. Elle peut être due à une mauvaise connaissance du processus de mesure (effet physique non pris en compte, mauvaise connaissance des appareils, etc.).
- L'erreur systématique est égale à l'erreur moins l'erreur statistique.
- Elle est  associée à l'erreur de justesse.
- Elle ne dépend pas du nombre de mesurages effectués[1].